# Kaltenberg, Oberösterreich
Kaltenberg är en ort och kommun i Österrike. Den ligger i distriktet Freistadt i förbundslandet Oberösterreich, 120 km väster om huvudstaden Wien. 
Kommunen består av åtta orter (Ortschaften) (inom parentes invånarantal 1 januari 2024):

- Ebenort (88)
- Kaltenberg (189)
- Markersreith (38)
- Nadelberg (29)
- Pieberbach (85)
- Silberberg (71)
- Tischberg (47)
- Weidenau (43)